# Rocca Santa Maria
Rocca Santa Maria ist eine Gemeinde mit 454 Einwohnern (Stand 31. Dezember 2023) und liegt in der Nähe von Valle Castellana und Cortino in der italienischen Provinz Teramo. Das Territorium der Gemeinde liegt innerhalb der Grenzen des Nationalparks Gran Sasso und Monti della Laga. Die Ortschaft ist Mitglied der Comunità Montana della Laga.

## Geografie
Zu den Ortsteilen (Fraktionen) zählen Acquatarola, Faiete, Fiòli, Imposte, Paranesi, San Biagio und Tavolero.
Die Nachbargemeinden sind: Amatrice, Cortino, Torricella Sicura und Valle Castellana.
Die Gemeinde liegt rund 23 km vom Hauptort der Provinz, der Stadt Teramo und 50 km von der Adriaküste entfernt.

## Bevölkerungsentwicklung
| Jahr      | 1861 | 1881 | 1901 | 1921 | 1936 | 1951 | 1971 | 1991 | 2001 |
| Einwohner | 1133 | 1337 | 1649 | 1677 | 1941 | 2043 | 1352 | 849  | 698  |

Quelle: ISTAT